# Sylva (Carolina del Nord)
Sylva és una població dels Estats Units i seu del comtat de Jackson a l'estat de Carolina del Nord. Segons el cens del 2000 tenia 2.435 habitants.

## Demografia
Segons el cens del 2000, Sylva tenia 2.435 habitants, 1.137 habitatges i 608 famílies. La densitat de població era de 292,9 habitants per km².
Dels 1.137 habitatges en un 21,7% hi vivien nens de menys de 18 anys, en un 37,1% hi vivien parelles casades, en un 12,5% dones solteres, i en un 46,5% no eren unitats familiars. En el 39,6% dels habitatges hi vivien persones soles el 16,2% de les quals corresponia a persones de 65 anys o més que vivien soles. El nombre mitjà de persones vivint en cada habitatge era de 2,04 i el nombre mitjà de persones que vivien en cada família era de 2,74.
Per edats la població es repartia de la següent manera: un 18,4% tenia menys de 18 anys, un 12% entre 18 i 24, un 26,7% entre 25 i 44, un 22,6% de 45 a 60 i un 20,3% 65 anys o més.
L'edat mediana era de 39 anys. Per cada 100 dones de 18 o més anys hi havia 84,1 homes.
La renda mediana per habitatge era de 26.432 $ i la renda mediana per família de 36.711 $. Els homes tenien una renda mediana de 25.526 $ mentre que les dones 22.401 $. La renda per capita de la població era de 17.348 $. Entorn del 13,9% de les famílies i el 19,6% de la població estaven per davall del llindar de pobresa.

## Poblacions més properes
El següent diagrama mostra les poblacions més properes.